# Mulukukú
Mulukukú è un comune del Nicaragua facente parte della Regione Autonoma Atlantico Nord.